# Крістіне Вахтель
Крістіне Вахтель (нім. Christine Wachtel, нар. 30 січня 1980) — американська легкоатлетка, яка спеціалізувалася на спринті.

## Спортивні досягнення
Срібна олімпійська призерка з бігу на 800 метрів (1988). Учасниця олімпійських змагань з бігу на 800 метрів (1992) — зупинилась на попередній стадії змагань.
Срібна призерка чемпіонату світу з бігу на 800 метрів (1987). Бронзова призерка чемпіонату світу з естафетного бігу 4×400 метрів (1991).
Триразова чемпіонка світу в приміщенні з бігу на 800 метрів (1987, 1989, 1991).
Переможниця Кубку світу з бігу на 800 метрів (1985). Посіла 2-е місце на Кубку світу з естафетного бігу 4×400 метрів (1989).
Срібна призерка чемпіонату Європи з бігу на 800 метрів (1990). Фіналістка (8-е місце) чемпіонату Європи з бігу на 800 метрів (1986).
Чемпіонка Європи в приміщенні з бігу на 800 метрів (1987).
Посіла 2-е місце на Кубку Європи з бігу на 800 метрів (1991) та двічі була на цій дистанції третьою (1985, 1987).
Чемпіонка Європи серед юніорів з естафетного бігу 4×400 метрів (1983). Срібна призерка чемпіонату світу серед юніорів з бігу на 800 метрів (1983).
Чемпіонка НДР з бігу на 800 метрів (1983, 1985, 1987, 1988). Чемпіонка Німеччини з бігу на 800 метрів (1991, 1992, 1994).
Чемпіонка Німеччини в приміщенні з бігу на 800 метрів (1992, 1994). П'ять разів була срібною призеркою чемпіонатів НДР в приміщенні з бігу на 800 метрів.
Ексрекордсменка світу з бігу на 1000 метрів — 2.30,67 (1990).
Дворазова ексрекордсменка світу в приміщенні з бігу на 800 метрів — 1.57,64 та 1.56,40 (обидва — 1988).